# MINT-Fächer
MINT-Fächer ist eine zusammenfassende Bezeichnung von Unterrichts- und Studienfächern beziehungsweise Berufen aus den Bereichen Mathematik, Informatik, Naturwissenschaft und Technik.
Der Ausdruck „MINT“ ist ein Initialwort, gebildet aus den Bezeichnungen „Mathematik, Informatik, Naturwissenschaft, Technik“. Die MINT-Fachbereiche bilden den zentralen wirtschaftlichen Innovationssektor.

## Ähnliche Begriffe
Eine vergleichbare Bezeichnung im Englischen ist STEM (beziehungsweise STEM fields) als Akronym von:
- science (Naturwissenschaften),
- technology (Technik),
- engineering (Ingenieurwissenschaften, diese Gruppe von Studienfächern ist in der deutschen Bezeichnung nicht enthalten; in gewisser Weise vertritt das Wort „Technik“ auch das Ingenieurwesen)
- mathematics (Informatik ist im englischen STEM nicht enthalten, liegt ungefähr im Schnittfeld von Mathematik, engineering und technology)

Nicht deckungsgleich, aber ebenfalls als Abgrenzung zu den Künsten, Geistes- und Sozialwissenschaften (engl. Arts, Humanities and Social sciences, AHSS, meistens jedoch nur HSS), wird die Bezeichnung STM für Science, Technology, Medicine verwendet.

## Wirtschaftliche Bedeutung
In Deutschland sind im weiten Sinne rund 2,3 Millionen MINT-Akademiker erwerbstätig. Die branchenübergreifende Wertschöpfung wird auf 250 Milliarden Euro geschätzt. In der Schweiz gibt die amtliche Statistik „insgesamt 17’300 erwerbstätige MINT-Fachkräfte“ an. Es gibt europaweit einen statistischen Zusammenhang zwischen MINT-Absolventen und wirtschaftlichem Wachstum. So sind hochqualifizierte Arbeitskräfte entscheidend für das Wachstum der Produktivität und neue Innovationen.
Der Frühjahrsbericht 2013 des arbeitgebernahen Instituts der Deutschen Wirtschaft betont die Bedeutung der Verfügbarkeit von innovationsrelevanten Arbeitskräften mit einem MINT-Schwerpunkt für die Innovationskraft von Unternehmen, und zwar insbesondere für die Metall- und Elektroindustrie. Der Bericht zeigt auch eine Veränderung der demographischen Zusammensetzung im MINT-Bereich auf. Unter erwerbstätigen MINT-Akademikern stieg von 2005 bis 2010 das Durchschnittsalter um 0,7 Jahre und der Anteil der über 55-Jährigen um 34,1 %.
Aufgrund der wirtschaftlichen Bedeutung der MINT-Fächer haben sich angesichts von Prognosen, die für die Zukunft einen Fachkräftemangel im Bereich dieser Fächer vorhersagen, zahlreiche Projekte und Initiativen gebildet, die teils von der öffentlichen Hand oder öffentlich gefördert seitens der Wirtschaft durchgeführt werden, um das Angebot an qualifizierten Arbeitskräften in diesem Bereich zu erhöhen. Insbesondere ausländische Studenten und Absolventen der MINT-Fächer, die mehrheitlich das Land nach einiger Zeit wieder verlassen, sollen stärker an Deutschland gebunden und schneller integriert werden, wofür auch mehr wissenschaftlicher Freiraum nötig sei.
Zugleich wird in den Medien immer wieder über Klagen von Absolventen berichtet, die nach abgeschlossenem Studium keine Festanstellung, sondern allenfalls eine befristete Stelle finden. Zudem ist aufgrund eines Trends zu höheren Bildungsabschlüssen nicht deutlich, ob in Zukunft mehr Fachkräfte mit Studienabschluss oder mehr Fachkräfte mit dualer Berufsausbildung fehlen werden.
In Deutschland lag unter den Studienanfängern der Anteil derjeniger, die ein MINT-Fach studierten, im Jahr 2015 bei 40 %.

## Globaler Vergleich
Weltweit waren die Volksrepublik China, Indien und die Vereinigten Staaten führend bei der Ausbildung von MINT-Akademikern. Besonders in Schwellenländern gab es in den letzten Jahrzehnten eine rasantes Wachstum an MINT-Absolventen, welches das in den entwickelten Ländern deutlich übertraf.
| Rang | Land                | Anzahl MINT-Absolventen | Anteil aller Studierenden |
| ---- | ------------------- | ----------------------- | ------------------------- |
| 1    | Volksrepublik China | 3.570.000               | 41 %                      |
| 2    | Indien              | 2.550.000               | 30 %                      |
| 3    | Vereinigte Staaten  | 820.000                 | 20 %                      |
| 4    | Russland            | 520.000                 | 37 %                      |
| 5    | Indonesien          | 300.000                 | 20 %                      |
| 6    | Brasilien           | 238.000                 | 17 %                      |
| 7    | Mexiko              | 221.000                 | 26 %                      |
| 8    | Frankreich          | 220.000                 | 26 %                      |
| 9    | Deutschland         | 216.000                 | 36 %                      |
| 10   | Iran                | 211.000                 | 33 %                      |
| 11   | Japan               | 192.000                 | 19 %                      |

## Frauen und MINT
Obwohl sich zahlreiche Projekte und Initiativen seit Jahrzehnten darum bemühen, junge Frauen für MINT zu gewinnen, zeigen die Statistiken weiterhin deutlich mehr Männer im MINT-Bereich.
Der Frauenanteil unter Studienanfängern in Deutschland in den MINT-Fächern lag im Wintersemester 1992/93 bei 22 % und hat sich seitdem auf ein Drittel (32 % im Wintersemester 2022/23) erhöht.
Insbesondere die Ingenieurwissenschaften (allen voran der Baubereich) sind nach wie vor männliche Domänen: 2022 waren 25 % der Erstsemester-Studierenden im Ingenieurbereich weiblich, während in der Mathematik und Naturwissenschaft 50,4 % der Studierenden Frauen sind. Obwohl in diesem Bereich die tatsächliche Anzahl an Frauen geringer ist als die in den Ingenieurwissenschaften.
Fortführend sind Frauen auch im Bereich der Forschung und Entwicklung (F&E) mit einem Anteil von 29,4 % in Deutschland deutlich unterrepräsentiert. Die einzigen EU-Mitgliedsstaaten mit niedrigeren Anteilen sind Ungarn (29,3 %) und Tschechien (27,1 %), während Lettland den größten Frauenanteil mit 49,8 % besitzt.
Generell gibt es eine noch größere Differenz zwischen Frauen und Männern in Deutschland im Beruf, was man daran erkennen kann, dass nur 16,1 % aller sozialversicherungspflichtigen Beschäftigten in MINT-Berufen Anfang 2023 Frauen sind.

## Schule

### Deutschland
In Deutschland entscheiden aufgrund der Kulturhoheit der Länder auch in MINT-Fächern die einzelnen Bundesländer weitgehend über Ausmaß und Art des Unterrichts. Länderübergreifend setzt die Kultusministerkonferenz (KMK) Mindeststandards für den Unterricht.
Im Jahr 2009 veröffentlichte die KMK ihre Empfehlungen zur Stärkung der mathematisch-naturwissenschaftlichen Bildung mit Empfehlungen zur Verbesserung der frühen Förderung des mathematisch-naturwissenschaftlichen Interesses, zur Erhöhung des Praxisbezugs des Unterrichts und zur Gewinnung von Lehrkräften für MINT-Fächer.
Eine aktuelle Darstellung in der Tagesschau wurde 2023 veröffentlicht.

## Projekte und Institutionen
Es gibt Institutionen und Initiativen zur Förderung dieser Fachgebiete:
Deutschland:
- Das NRW-Technikum zur Berufs- und Studienorientierung für MINT-interessierte junge Frauen[17]
- Die inzwischen umbenannte Stiftung Haus der kleinen Forscher[18]
- Der MINT-Campus,[19] kostenlose und digitale Weiterbildungsplattform für Erwachsene in der MINT-Bildung, vom BMBF[20] gefördert
- Deutscher Verein zur Förderung des mathematischen und naturwissenschaftlichen Unterrichts
- Komm, mach MINT (für Frauen in MINT-Berufen)[21][22]
- MINT Zukunft schaffen[23]
- Die Nationale Initiative make & mint –  Neue Lernformen & Lernkultur für die MINT-Bildung an Schulen. Fördert bundesweit und gemeinnützig MINT-Equipment und Maker-Lernorte für allgemeinbildende Schulen.[24]
- Science on Stage Deutschland
- MINT-EC (Excellence-Center an Schulen)[25]
- ExperiMINTa (Mitmach-Museum)[26]
- Zukunft durch Innovation.NRW,[27] Gemeinschaftsoffensive zur Förderung des naturwissenschaftlich-technischen Nachwuchses in Nordrhein-Westfalen[28]
- Mädchen-Technik-Kongress (Motto: „MINT – entdecken, erleben, anfassen!“)
- Die Siemens Stiftung mit dem internationalen Bildungsprogramm Experimento[29] und der Online-Plattform Medienportal[30]
- Das vom Stifterverband für die Deutsche Wissenschaft ausgezeichnete Projekt Sturm des Wissens, auch bekannt als Science Soap, ist eine Webserie mit wissenschaftlichem Fokus und soll die Aufnahme eines MINT-Studiums für junge Frauen attraktiver gestalten.
- Eine der langjährigsten Initiativen im MINT-Bereich ist das 2002 als vom BMBF[31] gefördertes und von Fraunhofer initiiertes Projekt Roberta – Mädchen erobern Roboter.[32]
- Ebenfalls vom BMBF gefördert ist das neue Projekt des MINT-Aktionsplans.[33]
- Die Initiative Naturwissenschaft und Technik (NAT)[34] hat am 19. Juli 2016 in Hamburg erstmals einen eigenen Schülerkongress[35] durchgeführt.[36]
- Die Initiative „MiNTeresse fördern“[37] führt überschulische Projekte und Wettbewerbe[38] im Münsterland (NRW) seit 2007 durch.
- MINTFIT Hamburg: Seit 2014 werden online Orientierungstests und E-Learning-Angebote für Mathematik, Physik, Chemie und Informatik als Vorbereitung auf ein MINT-Studium angeboten, um die Studienabbrecherquote in MINT-Fächern zu senken.[39]
- Ebenfalls um Abbrecherquoten zu senken, führte die Universität Kassel zum Wintersemester 2019/20 erstmals ein MINT-Studium auf Probe ein.[40]
- Das TuWaS!-Projekt der Freien Universität Berlin und der Berlin-Brandenburgischen Akademie der Wissenschaften in den vier Bundesländern Berlin, Brandenburg, Hamburg und Nordrhein-Westfalen.[41]
- MINT-Bonbon war der Name eines Stipendienprogramms der Deutschen Telekom AG, das von 2014 bis 2017 lief.
- Die Initiative Junge Forscherinnen und Forscher e. V. ist die MINT-Bildungsinitiative in Süddeutschland.
- VR-Digication ist ein MINT-Schulförderprojekt teilnehmender Genossenschaftsbanken, hauptsächlich getragen durch Volks- & Raiffeisenbanken, und wird seit 2021 offiziell bundesweit angeboten. Schulen können sich hier aktiv für eine Förderung bewerben.[42]
- MINT-Symposium – Symposium zur Hochschullehre in den MINT-Fächern[43]

Österreich:
- Neue Initiative für mehr Frauen in der Technik
- Frauen und Technik!
- MINT – Studieren was Zukunft schafft

Spanien:
- die Stiftung Ibercivis

Vereinigte Staaten:
- First Lego League und First Tech Challenge
- die Science Fairs der Schuldistrikte
- MINTaktiv ist ein Zusammenschluss von Institutionen aus der deutschen Technikmuseen- und Science-Center-Welt, die gemeinsam zur Popularisierung von Naturwissenschaft und Technik beitragen.[44]

## Trivia
Der sogenannte Scully-Effekt beschreibt den Umstand, dass Kenntnis über den fiktiven Charakter Scully Rückschlüsse auf die Berufswahl in einem der MINT-Berufe ermöglicht. Dabei besteht bei Frauen, denen dieser Charakter bekannt ist, eine höhere Wahrscheinlichkeit in einem MINT-Fach tätig zu sein.